# De hoogste verrukking
De hoogste verrukking  is een sciencefictionroman van Arkadi en Boris Stroegatski in Nederland pas uitgegeven in 1979. Het was een poging van A.W. Bruna Uitgevers om Russische sciencefiction populair te maken in Nederland. De poging faalde, want in de Bruna SF-serie verscheen alleen nog de verhalenbundel Mag ik Nina even? voordat in 1980 het Bruna SF-project geheel werd gestaakt.  

## Synopsis
Het verhaal speelt zich af in een onbepaalde tijd. De Rus Ivan Zjilin, geheim agent, gaat op onderzoek uit in een toeristisch oord aan de Middellandse Zee. Aldaar wentelen westerse en oosterse toeristen in weelde. Deze weelde heeft zodanig vormen aangenomen dat de (drang tot) evolutie binnen de mensheid aldaar volledig gestopt is. Het wordt vergeleken met een test met ratten, die in een proef op een hendel moeten drukken om genot te krijgen (De ratten drukken na verloop van tijd alleen nog op de hendel, zonder zich om andere dingen zorgen te maken). Om de ultieme verrukking te krijgen zijn zogenaamde rillers te koop voor de toeristen; ze geven hallucinaties, die eventueel collectief te beleven zijn.